# 废帝
廢帝，東亞王朝被廢皇帝無諡號、廟號，通稱廢帝。
以下是東亞文化圈中廢帝列表。其中：
- 被廢皇帝，多稱廢帝、少帝、末帝、後主、廢主。
- 斜體字為廢王。

## 中國
- 西漢廢帝昌邑王（劉賀、海昏侯，在位：前74年）
- 東漢廢帝弘農王（劉辯，在位：189年）
- 曹魏廢帝
  - 齊王（曹芳，在位：239年 - 254年）
  - 高貴鄉公（曹髦，在位：254年 - 260年）
- 孫吳廢帝（孫亮、會稽王，在位：252年 - 258年）
- 後趙廢帝海陽王（石弘，在位：333年 - 334年）
- 成漢廢帝幽公（李期，在位：334年 - 338年）
- 後趙廢帝齊公（石世，在位：349年）
- 後趙廢帝彭城王（石遵，在位：349年）
- 後趙廢帝義陽王（石鑒，在位：349年 - 350年）
- 前涼廢王（張祚，在位：353年 - 355年）
- 前秦廢帝厲王（苻生，355年 - 357年）
- 東晉廢帝海西公（司馬奕，在位：365年 - 371年）
- 夏廢帝（赫連昌，在位：425年 - 428年）
- 宋前廢帝（劉子業，在位：464年 - 465年）
- 宋後廢帝（劉昱、蒼梧王，在位：472年 - 476年）
- 齊廢帝鬱林王（蕭昭業，在位：493年 - 494年）
- 齊廢帝海陵恭王（蕭昭文，在位：494年）
- 齊廢帝東昏侯（蕭寶卷，在位：498年 - 501年）
- 北魏南安隱王（拓跋餘，在位：452年）
- 北魏廢帝東海王（元曄，在位：530年 - 531年）
- 北魏前廢帝（元恭、節閔帝，在位：531年）
- 北魏後廢帝（元朗、安定王，在位：531年 - 532年）
- 南梁廢帝临贺王（蕭正德，在位：548 - 549年）
- 南梁廢帝武陵王（蕭纪，在位：552 - 553年）
- 西魏廢帝（元欽，在位：551年 - 554年）
- 北齊廢帝濟南閔悼王（高殷，在位：559年 - 560年）
- 陳廢帝臨海王（陳伯宗，在位：566年 - 568年）
- 隋废帝秦王（杨浩，在位：618年）
- 唐废帝襄王（李煴，在位：886年）
- 後梁廢帝郢王（朱友珪，在位：912年 - 913年）
- 楚廢王（馬希廣，在位：947年 - 950年）
- 楚廢王（馬希崇，在位：951年）
- 金廢帝海陵庶人（迪古乃、完顏亮、海陵王，在位：1149年 - 1161年）
- 金廢帝衛紹王（完顔永濟，在位：1208年 - 1213年）
- 明廢帝景泰帝（朱祁鈺，在位：1449年 - 1457年）

## 越南
- 陳朝廢帝昏德公楊日禮（在位：1369年-1370年）
- 陳朝廢帝陳晛（在位：1377年-1388年）
- 黎朝廢帝厲德侯黎宜民（在位：1459年-1460年）
- 黎朝廢帝昏德公黎維祊（在位：1729年-1731年）
- 阮朝恭宗惠皇帝阮福膺禛（在位：1883年，未正式即位）
- 阮朝協和廢帝文朗郡王阮福昇（在位：1883年）
- 阮朝出帝阮福明（在位：1884年-1885年）
- 阮朝成泰廢帝懷澤公阮福昭（在位：1889年-1907年）
- 阮朝維新廢帝阮福晃（在位：1907年-1916年）

## 日本
以下二位天皇，在明治天皇上追號以前，被稱為廢帝。
- 淡路廢帝 - 淳仁天皇
- 九條廢帝 - 仲恭天皇

## 朝鮮
- 高麗廢王（王禑，在位：1374年 - 1388年）
- 高麗廢王（王昌，在位：1388年 - 1389年）
- 朝鲜王朝廢王燕山君（李，在位：1494年 - 1506年）
- 朝鲜王朝廢王光海君（李琿，在位：1608年 - 1623年）